# Żółcień metylowa
Żółcień metylowa – organiczny związek chemiczny z grupy barwników azowych, pochodna azobenzenu i dimetyloaniliny, służący jako wskaźnik pH.

## Właściwości
Zakres pH zmiany barwy wynosi 2,9–4,0; zmienia się ona od czerwonej (pH < 2,9) do żółtej (pH > 4,0). Żółcień metylowa jest rozpuszczalna m.in. w etanolu, benzenie, chloroformie, eterze dietylowym i naftowym, kwasach mineralnych, olejach; dobrze w pirydynie.

## Zastosowanie
Była używana jako barwnik spożywczy, np. do margaryny, została jednak wycofana w latach 30. XX wieku. Według danych Rapid Alert System for Food and Feed w latach 2005–2010 odnotowano cztery przypadki nielegalnego barwienia żywności (mieszanki przypraw z curry) żółcienią metylenową (raz w 2006, 3 razy w 2009).
Poza żywnością stosowano ją np. do barwienia mydeł i tworzyw sztucznych oraz w woskach i innych barwnych preparatach dekoracyjnych do mebli. Według opracowania 8th Report on Carcinogens (National Institute of Environmental Health Sciences, 1998) w USA nie jest produkowana ani wykorzystywana komercyjnie.

## Zagrożenia
Żółcień metylowa jest silnie trująca po spożyciu. U pracowników narażonych na kontakt z substancją obserwowano stany zapalne skóry. Brak jest informacji o szkodliwości przy narażeniu chronicznym oraz o rakotwórczości dla ludzi, jednak u zwierząt stwierdzono indukcję chorób nowotworowych po podawaniu doustnym. Podejrzewa się, że jest rakotwórcza także dla ludzi.